# リンギング

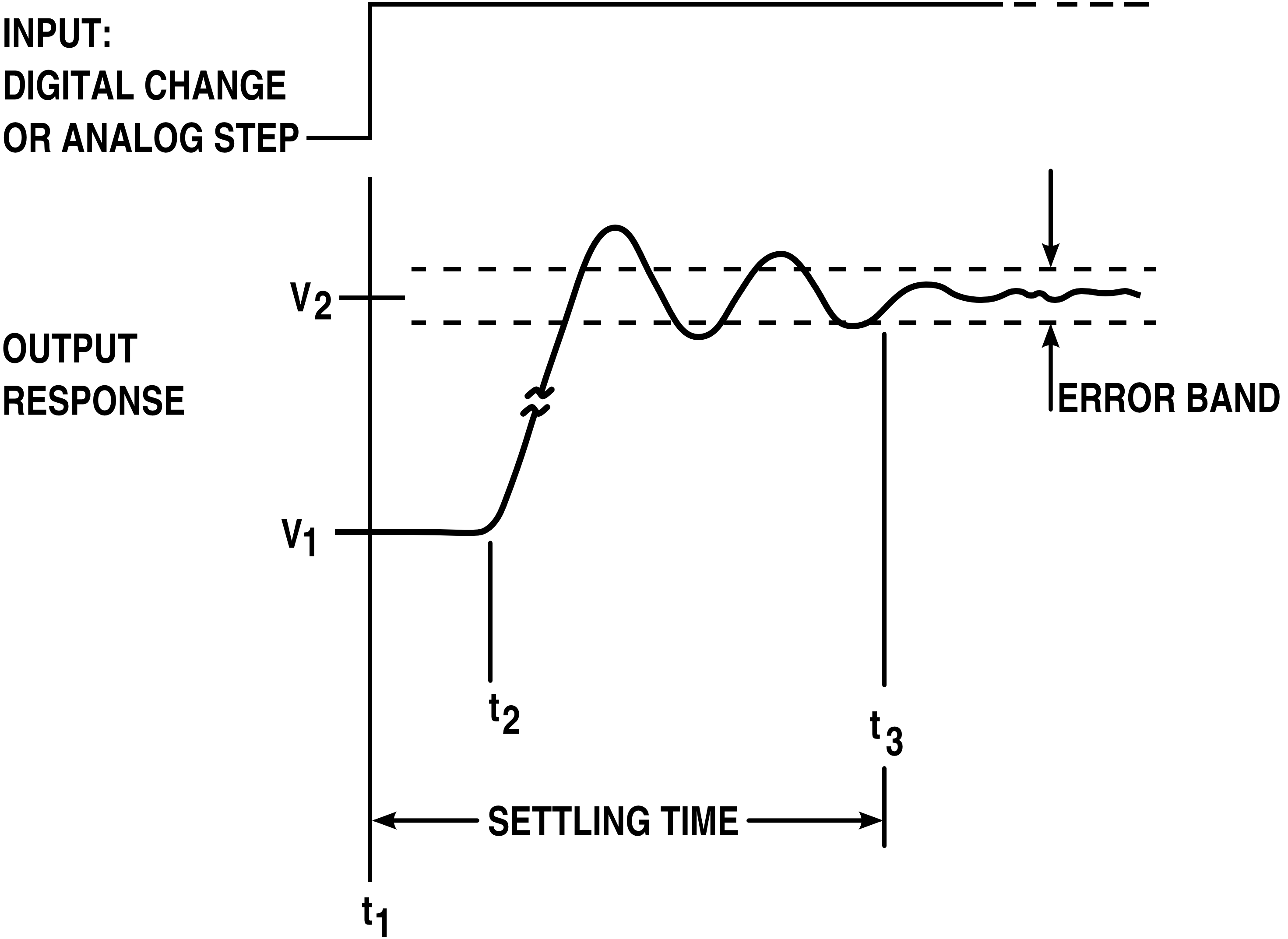
オーバーシュートとそれに追随するリンギングと整定時間の図

電子工学や信号処理、ビデオにおいて、リンギングは信号の振動であり、特にステップ応答（入力が突然変化したことに対する応答）で起きるもの。普通はリンギングは望ましくないものだが、共振誘導結合の場合のときはこの限りではない。ハンティングという名称でも知られている。オーバーシュートと密接に関連しており、一般的にオーバーシュートに伴って発生するため、ときにこれらの用語は一緒くたになって使われている。
これは特に電気や周波数領域での応答においては、リプルとして知られている。

## 電気
電気回路において、リンギングは電圧もしくは電流の望まない振動である。電気パルスが回路内の寄生容量と寄生インダクタンス（すなわち設計の一部ではなく、回路を構成する材料の副産物）をそれらの特性周波数で共振させるときに、これが起きる。リンギングのアーティファクトは矩形波でも現れる（ギブズ現象参照）。
リンギングは、余分な電流を流し、それによりエネルギーを無駄にし部品に余分な熱を発生させるため望ましいものではない。不要な電磁放射が放出されることがある。望む最終状態への着地が遅れる（整定時間が長くなる）。デジタル回路の双安定素子の不要なトリガを引き起こす可能性がある。リンギングを起こす通信回路はフォールシングを起こす可能性がある。
リンギングは信号反射によるものであり、これはインピーダンス整合により最小化することができうる。

## ビデオ
ビデオ回路において、電気的なリンギングは一定の近い間隔を持ち連続したゴーストを縦方向もしくは対角線方向の縁に発生させ、暗い部分は明るく左のものは右にやり、逆の場合は逆になる。CRTでは、電子ビームが望んだ強度に素早く変化しその状態でとどまるのではなく、暗から明にしてさらに逆に変化させると、オーバーシュートとアンダーシュートが数回起こる。このバウンドは電子機器・ケーブルのいたるところで発生する可能性があり、シャープネス制御の設定が高すぎることにより引き起こされるもしくは強調されることが多い。

## オーディオ
リンギングは様々な方法でオーディオ機器に影響を与える可能性がある。このようなリンギングを引き起こす可能性のあるトランジェントは、オーディオ信号ではほとんど発生することはないが、オーディオアンプは設計によりリンギングを生成することがある。
トランスデューサ（マイクロフォンやスピーカーなど）もリンギングを発生しうる。移動質量が大きく減衰が少ない場合は、機械的なリンギングはスピーカーの問題によりなってしまうが、極端なものでは聴いて識別するのさえむずかしくなってしまう。
デジタルオーディオでは、ブリックウォールフィルタなどのフィルタの結果としてリンギングが発生する可能性がある。この場合、リンギングは過渡の前や後に生じる。

## 信号処理
信号処理において、「リンギング」はリンギングアーティファクト（急激に推移するところのスプリアス信号）を指す場合がある。これらにはいくつかの原因があり、例えば、JPEG圧縮で発生し、一部のオーディオ圧縮ではプリエコーとして発生する。